# 入江武一郎

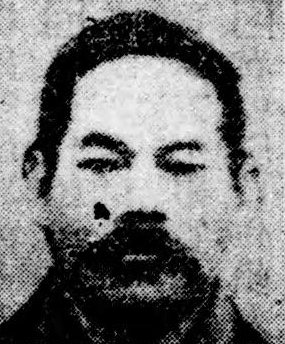
入江武一郎

入江 武一郎（いりえ ぶいちろう、文久3年2月27日（1863年4月14日） - 昭和8年（1933年）7月20日）は、日本の衆議院議員（憲政本党→立憲国民党）。弁護士。

## 経歴
備前国赤坂郡立川村（現在の岡山県赤磐市）に右遠槌次郎（作家右遠俊郎の曽祖父）の二男として生まれ、入江米吉の養子となった。1888年（明治21年）、明治法律学校（現在の明治大学）を卒業し、代言人免許を取得した。岡山法律学校を開き、また1897年（明治30年）には岡山弁護士会長に選ばれた。さらに岡山県会議員、同参事会員、同副議長に選出された。
1903年（明治36年）、第8回衆議院議員総選挙に出馬し、当選。第9回、第10回でも再選された。